# Origny-le-Butin
Origny-le-Butin (wymowaⓘ) – miejscowość i dawna gmina we Francji, w regionie Normandia, w departamencie Orne. W 2013 roku populacja gminy wynosiła 101 mieszkańców. 
W dniu 1 stycznia 2017 roku z połączenia sześciu ówczesnych gmin – Eperrais, Le Gué-de-la-Chaîne, Origny-le-Butin, La Perrière, Saint-Ouen-de-la-Cour oraz Sérigny – utworzono nową gminę Belforêt-en-Perche. Siedzibą gminy została miejscowość Le Gué-de-la-Chaîne. 